# 相模太郎 (初代)
初代相模太郎（しょだい さがみ たろう、1900年10月10日 - 1972年2月12日）は日本の浪曲師。

## 来歴・人物
東京都芝神谷町出身。本名は小森武治。
生家近くに初代木村重友の経営する寄席小屋ゆたか亭があり幼少から浪曲に親しむ。17歳で東家小楽燕に入門。一時廃業しサラリーマンや兵役を経験した後に29歳の時に復帰、初代東家愛楽の門下になり愛雀を名乗った。1931年に師匠の名を継ぎ2代目愛楽を襲名。1935年にポリドールと契約でSPレコード吹き込みのために相模太郎と改名。正岡容作の「灰神楽三太郎道中記」が太郎の口演で大ヒットしシリーズ化。一躍有名になる。他にも「青竜刀権次」「南京松」等得意にした。独特のケレン読みが「相模節」と称される。昭和30年代の大人気ラジオ番組「浪曲天狗道場」の審判を務め、「ちょいと待ったぁ」という掛け声でも有名になった。全国の刑務所へ慰問を実に40年間続け、愛知揆一
法務大臣より感謝状を授与された。
次男は名跡を継ぎ、2代目相模太郎。弟子には漫才に転じたさがみ三太・良太がいる。